# Гулаб Сингх
Гулаб Сингх Джамвал (хинди महाराज गुलाब सिंह, англ. Gulab Singh, Maharaja Gulab Singh Jamwal; 17 октября 1792 — 30 июня 1857) — основатель династии Догра и первый махараджа княжеского государства Джамму и Кашмир, второго по величине княжеского государства в Британской Индии, которое было создано после поражения Сикхской империи в Первой англо-сикхской войне. Во время Первой англо-сикхской войны Гулаб Сингх оставался в стороне, что привело к победе британцев. Амритсарский договор (1846) официально закрепил продажу англичанами Гулабу Сингху за 7 500 000 рупий всех земель Кашмира, которые были переданы им сикхами по Лахорскому договору.

## Ранняя жизнь

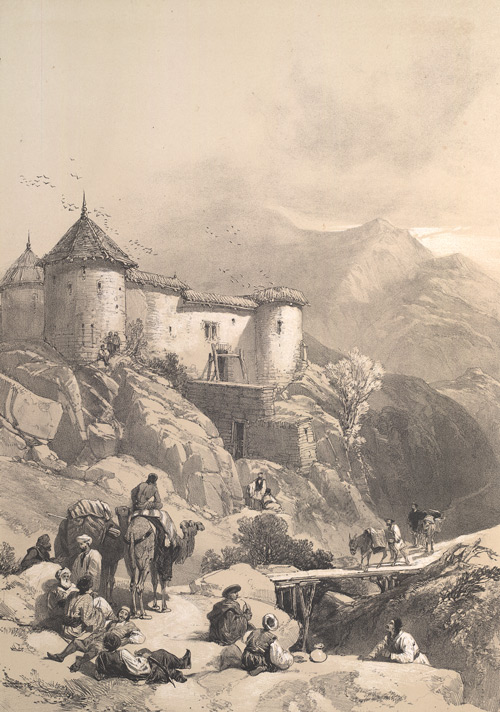
Горный Форт Махараджи Гулаб Сингха, рисунок 1846 года.

Гулаб Сингх родился 17 октября 1792 года в семье раджпутов из клана Догра. Его отцом был Миан Кишор Сингх Джамвал. Он вступил в армию Ранджита Сингха в 1809 году и был достаточно успешным, чтобы получить джагир стоимостью 12 000 рупий, а также 90 лошадей.
В 1808 году, после очередного конфликта, битва при Джамму (1808) была аннексирована Ранджитом Сингхом. Раджит Сингх, который был изгнан, нашёл убежище в Британской Индии, а позже получил в удел поместье Ахрота, Патханкот. Ранджит Сингх назначил губернатора для управления недавно завоеванной областью, которая была расширена в 1819 году с аннексией Кашмира силами сикхов. В 1820 году, в знак признательности за услуги, оказанные семьей, и Гулаб Сингх в частности, Ранджит Сингх даровал область Джамму в качестве наследственного феода Кишоре Сингху. Помимо их безупречных услуг, тесная связь семьи с регионом высоко оценила кандидатуру Кишоре Сингха в лахорское правительство.
В 1821 году Гулаб Сингх захватил завоеванный Раджури у Агар-хана и Киштвар у Раджи Тега Мохаммада Сингха (он же Сайфулла-хан). В том же году Гулаб Сингх принял участие в завоевании сикхами Дера-Гази-Хана. Он также захватил и казнил своего соплеменника Миан Дидо Джамвала, который возглавлял восстание против сикхов.

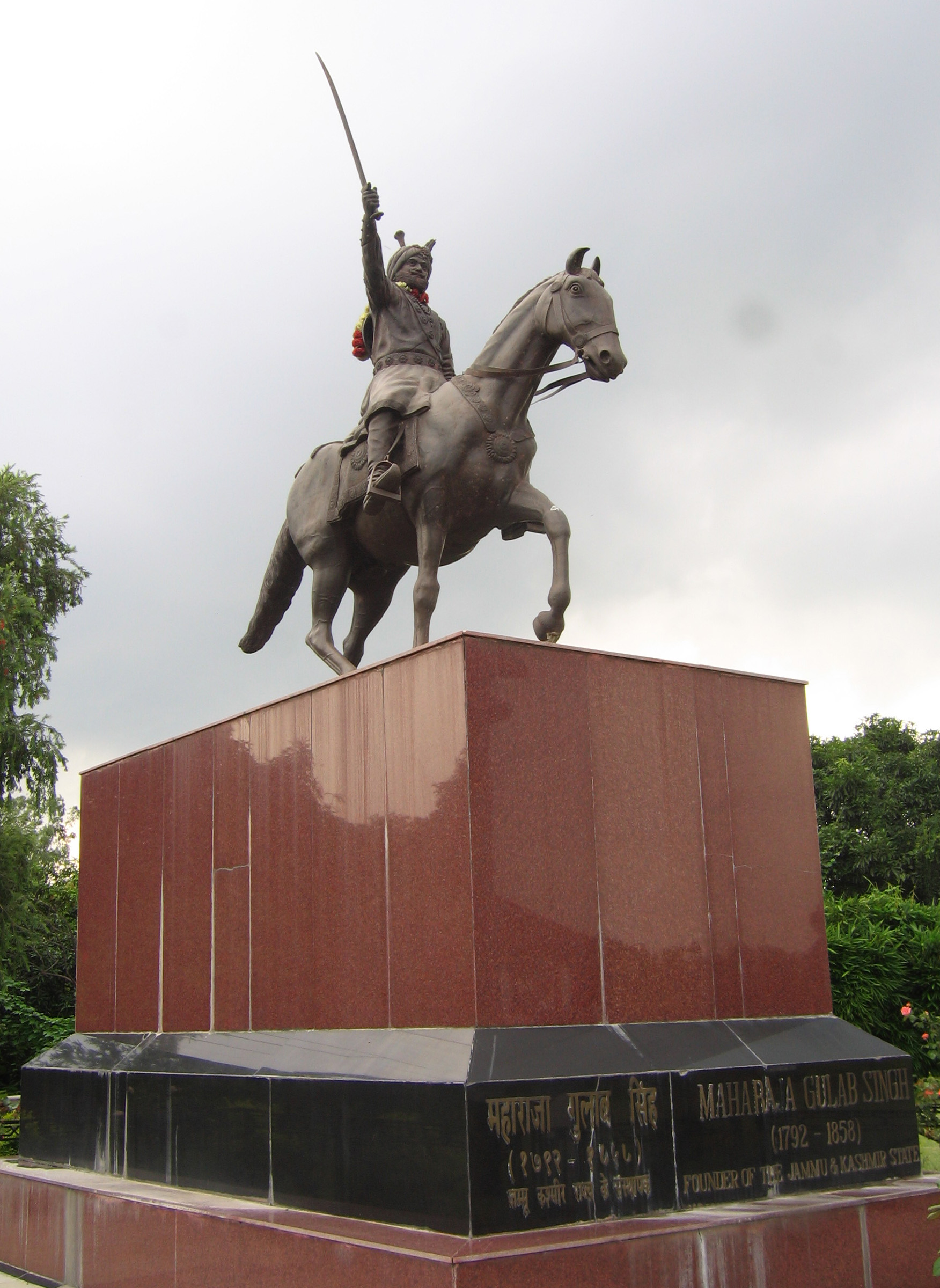
Статуя Гулаба Сингха во Дворце Амар-Махал, Индия.

## Раджа Джамму

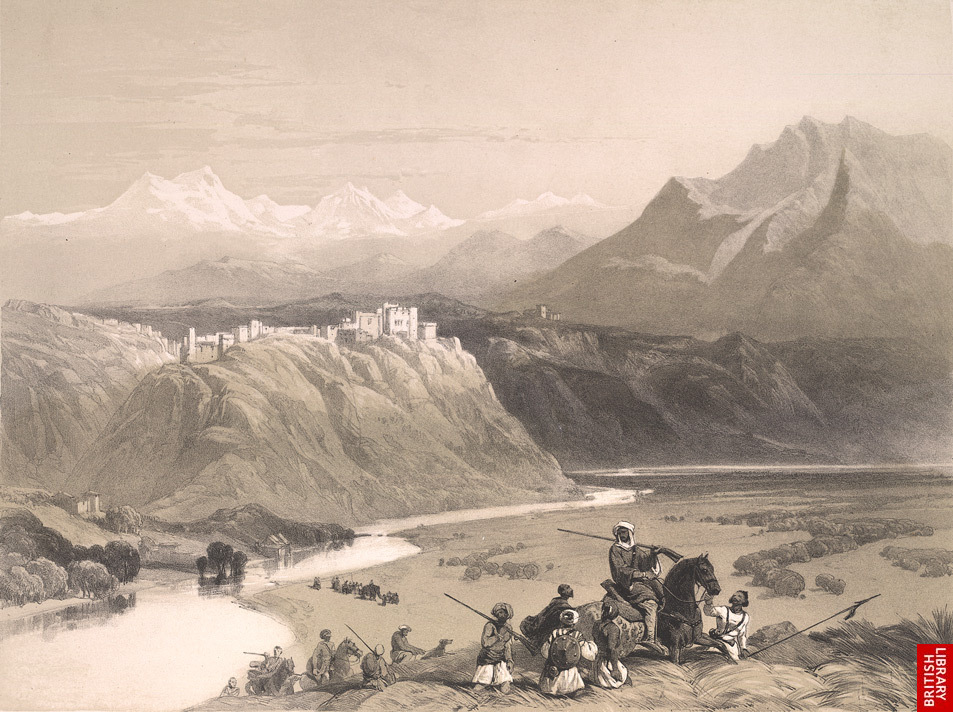
Дворец Махараджи Гулаба Сингха, на берегу реки Тави, Джамму, середина XIX века.

Кишор Сингх Джамал скончался в 1822 году, и Гулаб Сингх был утвержден в качестве раджи Джамму своим сюзереном Ранджитом Сингхом . Вскоре после этого Гулаб Сингх добился официального заявления об отречении от своего родственника, свергнутого Раджита Сингха.
Будучи раджой (генерал-губернатором и главнокомандующим) района Джамму, Гулаб Сингх был одним из самых могущественных вождей Сикхской империи. Согласно имперскому и феодальному устройству армии, он имел право содержать личную армию из 3 пехотных полков, 15 легких артиллерийских орудий и 40 гарнизонных орудий.
В 1824 году Гулаб Сингх захватил крепость Самартах, расположенную недалеко от священного Мансарского озера. В 1827 году он сопровождал главнокомандующего сикхов Хари Сингха Налву, который сражался и разбил силы афганских повстанцев во главе с Сайидом Ахмедом в битве при Шайду. Между 1831 и 1839 годами Ранджит Сингх даровал Гулабу Сингху джагир соляных копей в Северном Пенджабе и близлежащих Пенджабских городах, таких как Бхера, Джелум, Рохтас и Гуджрат.
В 1837 году, после смерти Хари Сингха Налвы в битве при Джамруде, мусульманские племена Танолиса, Каррала, Дундса, Сатиса и Судхана подняли восстание в Хазаре и Пунче. Мятеж возглавил Шамс-Хан, вождь племени Судхан и бывший доверенный последователь Раджи Дхьяна Сингха. Таким образом, предательство Шамс-Хана Судхана против режима было воспринято лично, и Гулаб Сингх получил задание подавить восстание. После разгрома повстанцев в Хазаре и на холмах Мурри Гулаб Сингх некоторое время оставался в Кахуте и способствовал разобщению между повстанцами. Затем его войска были посланы для подавления мятежников. В конце концов Шамс-Хан Судхан и его племянник были преданы, и их головы были отрезаны во время сна, в то время как другие лейтенанты племени были схвачены и жестоко убиты. Современные британские комментаторы утверждают, что местное население сильно пострадало.

## Интрига вЛахоре
После смерти Ранджита Сингха в 1839 году Лахор стал центром заговоров и интриг, в которые были вовлечены три брата Джамму. Им удалось передать управление страной в руки принца Нау Нихала Сингха, а премьер-министром стал Раджа Диан Сингх. Однако в 1840 году, во время похоронной процессии своего отца махараджи Харак Сингха, Нау Нихал Сингх вместе с Удхамом Сингхом, сыном Гулаба Сингха, умер, когда на них рухнули старые кирпичные ворота.
В январе 1841 года махараджа сикхов Шер Сингх, сын Ранджита Сингха, попытался захватить лахорский трон, но был отбит братьями Джамму. Оборона форта находилась в руках Гулаба Сингха.
После заключения мира между двумя сторонами Гулаб Сингх и его люди получили разрешение уйти с оружием. По этому случаю он, как говорят, увез большое количество сокровищ из Лахора в Джамму.

## Признание в качестве махараджи

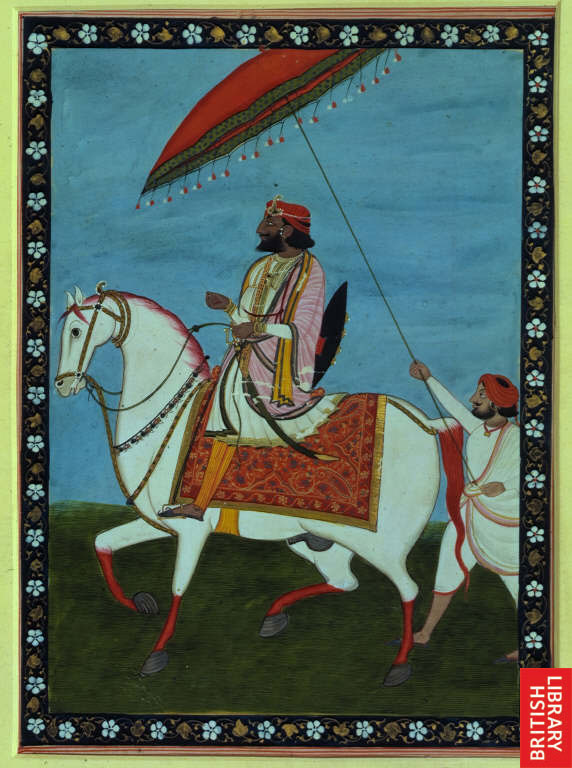
Махараджа Гулаб Сингх скачет на хорошо украшенном белом жеребце по зелёному полю. Примерно в 1840—1845 годы.

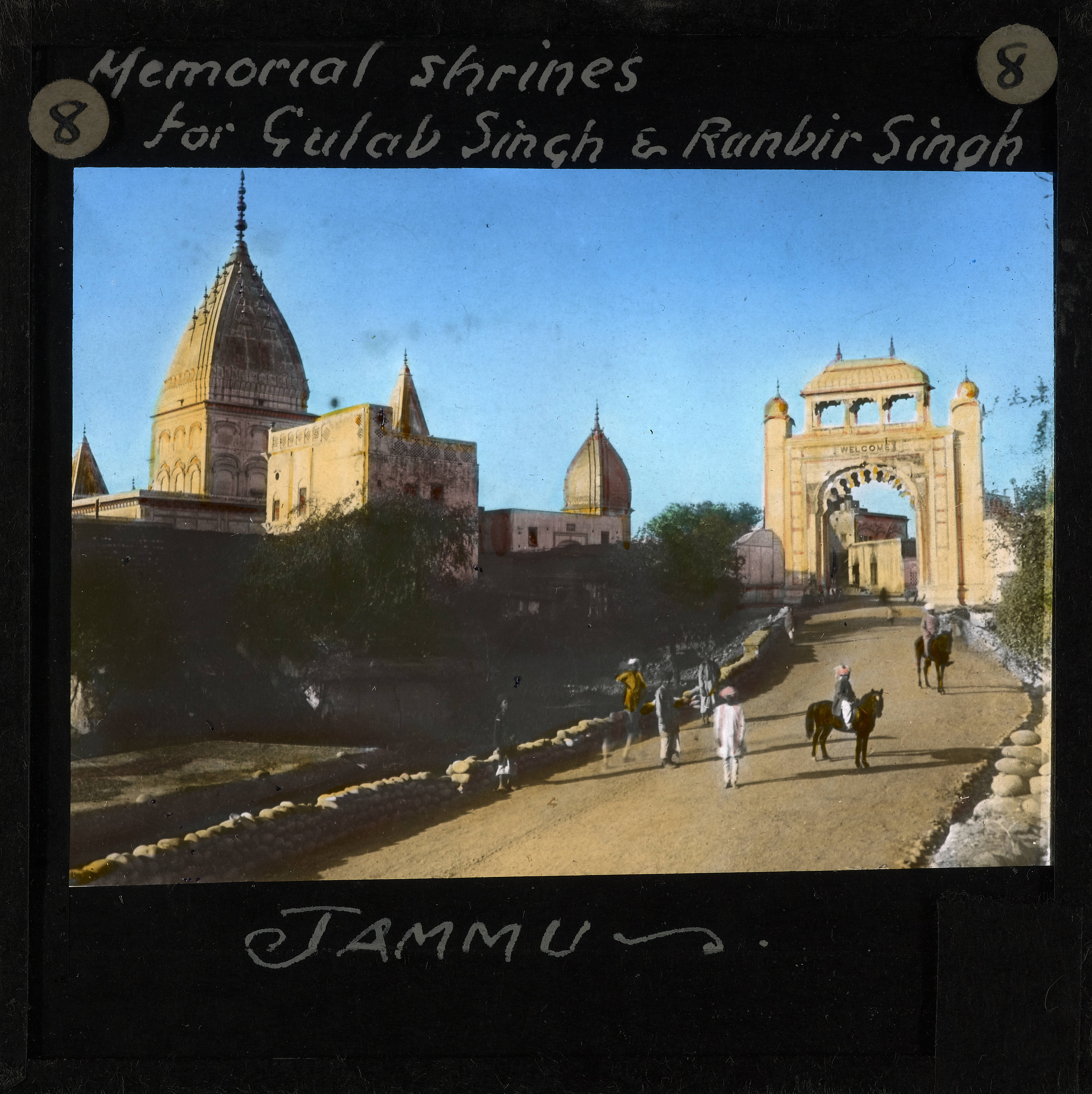
Мемориальные святыни Гулаба Сингха и Ранбира Сингха, Джамму, Индия, ок. 1875 — ок. 1940

Тем временем в продолжающихся интригах в Лахоре сандхавалийские сардары (родственники Ранджита Сингха) убили Раджу Диана Сингха и сикхского махараджу Шер Сингха в 1842 году. Впоследствии были убиты также младший брат Гулаба Сингха, Сучет Сингх, и племянник Хира Сингх. Когда администрация рухнула, солдаты Халсы потребовали вернуть им долги по зарплате. В 1844 году лахорский двор приказал вторгнуться в Джамму, чтобы забрать деньги у Гулаба Сингха, считавшегося самым богатым раджой к северу от реки Сатледж, поскольку он захватил большую часть лахорской казны.
Однако Гулаб Сингх согласился вести переговоры от его имени с лахорским правительством. Эти переговоры наложили на раджу контрибуцию в размере 27 лакх нанакшахи рупий.
Не имея достаточных ресурсов, чтобы сразу же после аннексии части Пенджаба оккупировать столь обширный регион, англичане признали Гулаба Сингха своим прямым данником и выплатили ему 75 тысяч рупий нанакшахи в качестве военной компенсации (эта выплата была оправдана тем, что Гулаб Сингх юридически являлся одним из вождей Королевства Лахор и, таким образом, отвечал за его договорные обязательства). Разгневанные придворные Лахора (особенно крещеный сикх Лал Сингх) подстрекали правителя Кашмира к восстанию против Гулаба Сингха, но это восстание было подавлено, во многом благодаря действиям Герберта Эдвардса, помощника резидента, в Лахоре. Во время Второй англо-сикхской войны 1849 года он позволил своим солдатам-сикхам дезертировать и сражаться вместе со своими собратьями в Пенджабе. Чушульский и Амритсарский договоры определили границы княжества Джамму на востоке, юге и западе, но северная граница все ещё оставалась неопределенной. В 1850 году был завоеван Форт Чилас в стране дардов.
Махараджа Гулаб Сингх скончался 30 июня 1857 года, и ему наследовал его сын Ранбир Сингх.